# Pichichi (Fußballspieler)

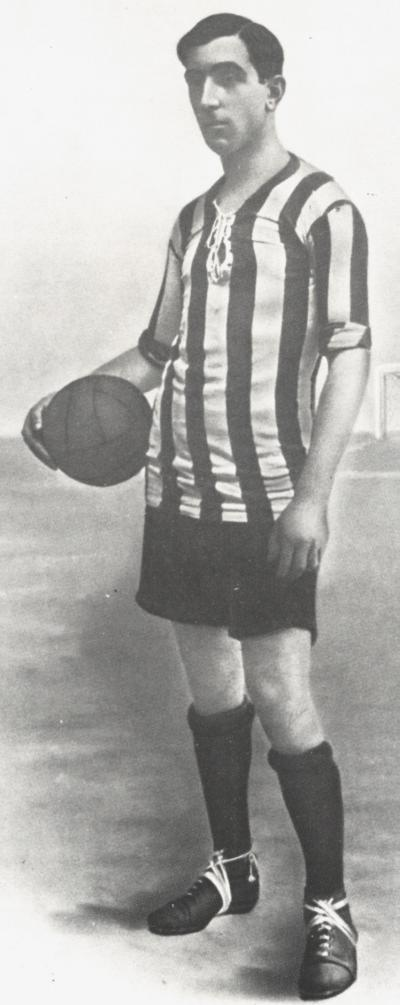
Pichichi

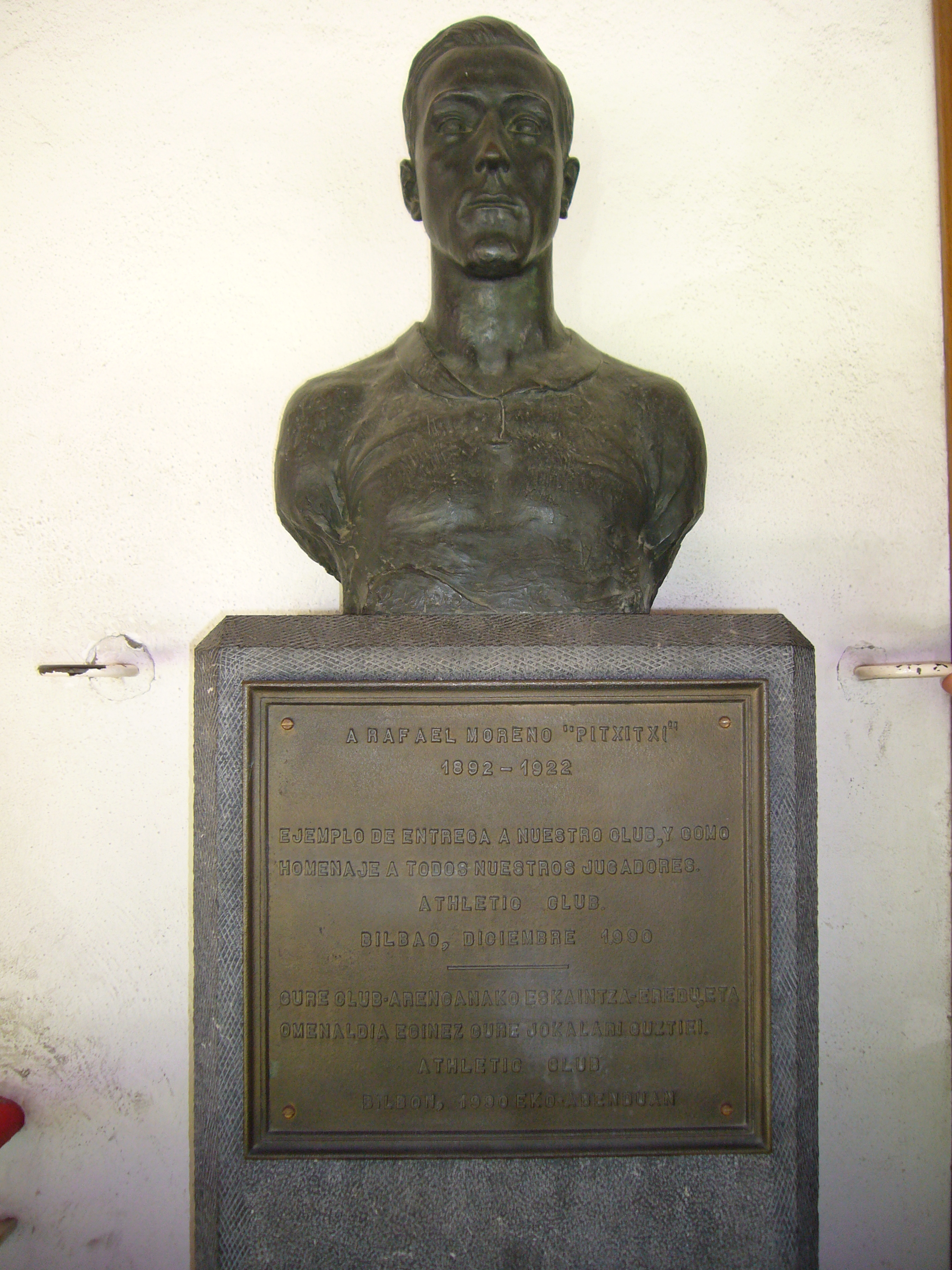
Büste zum Gedenken an Pichichi

Pichichi (baskisch Pitxitxi), bürgerlich Rafael Moreno Aranzadi (* 23. Mai 1892 in Bilbao; † 1. März 1922 ebenda), war ein spanischer Fußballspieler. Der Stürmer spielte bei Athletic Bilbao und war einer der ersten großen Torjäger der spanischen Fußballgeschichte. Zu seinen Ehren erhält seit der Saison 1952/53 der Torschützenkönig der Primera División die Pichichi-Trophäe.

## Karriere
Pichichi begann seine Fußballerkarriere 1911 bei Athletic Bilbao und entwickelte sich schnell zu einem der besten Stürmer Spaniens. Auf dem Spielfeld war er leicht durch seine weiße Kopfbedeckung zu erkennen.
Bis 1928 gab es keinen nationalen Ligafußball in Spanien, so dass sich die besten Mannschaften vor allem im Pokalwettbewerb, der Copa del Rey, maßen. Mit Athletic Bilbao gewann Pichichi diesen Pokal viermal, davon 1914 bis 1916 dreimal in Folge sowie 1921. In insgesamt 17 Pokalspielen mit seiner Beteiligung erzielte er zehn Tore. Pichichi war auch der erste Spieler, der ein Tor im neuen Stadion von Athletic Bilbao, San Mamés, erzielte. Es war das 1:0 beim Eröffnungsspiel gegen Racing de Irún am 21. August 1913 (Endstand: 1:1).
Pichichi bestritt fünf Länderspiele für die spanische Nationalmannschaft, alle bei den Olympischen Spielen 1920 in Antwerpen. Sein Debüt gab er beim 1:0-Sieg gegen Dänemark am 28. August 1920, sein letztes Spiel war das Spiel um Platz 2, das Spanien unter anderem durch ein Tor von Pichichi am 5. September mit 3:1 gegen die Niederlande gewann. Spanien gewann damit die Silbermedaille.
1921 beendete Pichichi seine Karriere. Ein Jahr später, am 1. März 1922, starb er im Alter von nur 29 Jahren an Typhus. 1926 errichtete Athletic Bilbao eine Büste Pichichis im San-Mamés-Stadion. Es entwickelte sich der Brauch, dass Mannschaften, die das erste Mal zu Gast im Stadion sind, einen Blumenstrauß an dieser Büste niederlegen.
1953 schuf die Sportzeitschrift Marca eine Auszeichnung für den Torschützenkönig der Primera División, die zu Ehren und zur Erinnerung an Pichichi den Namen Pichichi-Trophäe erhielt.
Im spanischen Sprachgebrauch entwickelte sich el pichichi zum Begriff für Torschützenkönig allgemein. Der Begriff ist seit 2014 in der 23. Auflage des Diccionario de la lengua española enthalten.